# Чикън Шак
Чикън Шак (на английски: Chicken Shack) е британска блус група, зародена в средата на 60-те под ръководството на Стан Уеб (китара, вокали), Енди Силвестър (бас китара) и Алан Морли (барабани), които по-късно са подкрепени от Кристин Пърфект (Макви, вокали и клавирни) през 1968 г. В хронологичен план, „Чикън Шак“ е оборудвана от няколко различни формации, като единственият член е Стан Уеб. Последният твърди, че те са блус-рок група, както е видно на албума им Imagination Lady.